# Stefania Matysiewicz
Stefania Matysiewicz z domu Szumowicz (ur. 2 stycznia 1916 w Rajgrodzie, zm. 27 czerwca 2003 w Grajewie) – polska poetka ludowa, artystka i malarka.
Od dzieciństwa pasjonowało ją malarstwo i sztuka. Pochodziła z niezamożnej rodziny, której nie było stać na kształcenie uzdolnionej córki. Po ślubie z Tomaszem Matysiewiczem zamieszkała w Rybczyźnie, małej wsi w pobliżu Rajgrodu. Mimo codziennych zajęć w wolnym czasie, organizowała dla okolicznej ludności przedstawienia teatralne. Używała dostępnych środków, które pozwalały jej dostosować repertuar do widowni w każdym wieku. Początkowo ludzie nie doceniali jej zaangażowania, jednak wytrwałość spowodowała, że z czasem oprócz aprobaty działalność Stefanii Matysiewicz znalazła uznanie. Mając 34 lata, namalowała pierwszy obraz, ale codzienny trud nie pozwalał jej na rozwinięcie tej części swojego talentu. Dopiero pod koniec lat 70. XX wieku, po przejściu na emeryturę, Stefania Matysiewicz znalazła czas na realizację swoich pasji, do których dołączyła poezja. Pierwszy tomik poezji zatytułowany Nadzieja ukazał się w 1983, równolegle artystka malowała i pisała pamiętnik. Spuścizną po Stefanii Matysiewicz są dwa tomiki poezji (w 2000 ukazał się drugi tomik pod tytułem Jesienią), obrazy olejne i grafiki. Nie opublikowano pamiętnika, który do chwili obecnej znajduje się jedynie w maszynopisie.